# Рјалпо Колин (Кунео)
Рјалпо Колин је насеље у Италији у округу Кунео, региону Пијемонт.
Према процени из 2011. у насељу је живело 11 становника. Насеље се налази на надморској висини од 748 м.